# Le jugement de Pâris
Le jugement de Pâris è un cortometraggio del 1902 diretto da Georges Hatot.

## Trama
Tre dee dell'Olimpo (Venere, Giunone e Minerva) competono per bellezza.

## Produzione
- Questo film è stato colorato nei laboratori di Segundo de Chomon a Barcellona.[1]